# Die Kolonie der unerfüllten Träume
Die Kolonie der unerfüllten Träume ist ein Roman von Wayne Johnston, der 1998 unter dem englischen Titel The Colony of Unrequited Dreams bei Alfred A. Knopf in Toronto erschien.
In dieser Neufundland-Saga geht es um die Einwohner Neufundlands. Neufundland war bis zum 31. März 1949 Kolonie des Britischen Empires. Erzählt wird die Geschichte der unglücklichen Liebe zwischen Joe und der Fielding. Joey Smallwood (1900–1991) war der erste Premierminister der kanadischen Provinz Neufundland und Labrador. Die Handlung dieses Jahrhundertromans umfasst den Zeitraum von dessen Kindheit bis zum 17. März 1989.

## Handlung

### Auf dem Bishop Feild College in St. John’s
Joe Smallwood, Sohn eines Trunkenbolds, darf das Bishop Feild College in St. John’s besuchen. Er vermutet, dass er das seinem Großvater, dem Schuhmacher, zu verdanken hat. Joe arbeitet sich in seiner Schulklasse vom zweitschlechtesten Schüler zum zweitbesten empor. Doch er kann der beste nicht werden, weil Rektor Reeves ihm zu wenig Charakterpunkte zugesteht. Darüber ist Joes Vater so erbost, dass er nach der Zeugnisausgabe im volltrunkenen Zustand am eisernen Schultor rüttelt, randaliert und den Rektor lautstark beschimpft.
Gleich in der Nachbarschaft zum Feild gibt es noch das Bishop Spencer College für Mädchen. Daraus wird dem Leser die hoch gewachsene Sheilagh Fielding vorgestellt. Fielding, wie sie in dem Buch genannt wird, ist ein Jahr älter als Joe. Mitunter geht sie einfach ins Feild hinüber und führt Wortgefechte gegen die lachenden Jungen, die sich um ihren Anführer, den jungen Prowse, scharen. In diesen Wortgefechten unterliegt die Fielding zweimal dem schlagfertigen Joe. Dafür will sie sich rächen. Zwei Jahre wartet sie mit ihrer Rache, schreibt der Ich-Erzähler Joe.
Dann landet ein anonymer Brief, der an die Lokalzeitung Morning Post gerichtet ist, auf dem Schreibtisch von Rektor Reeves. Darin beschwert sich der Schreiber über die unhaltbaren Zustände im Feild. Der Schreiber hat alles so gedeichselt, dass Joe der Autorschaft verdächtigt werden muss. Die Fielding bekennt sich als Schreiberin und fliegt vom Spencer College. Rektor Reeves ist überzeugt, dass Joe mit hinter dem Brief steckt, hat aber keinen Beweis. Joe verlässt das Feild freiwillig.
Was Joe und der Leser erst gegen Romanende erfahren: Die Fielding ist von Prowse schwanger. Die werdende Mutter gibt ihrem gestrengen Vater gegenüber aber Joe als Kindesvater an, weil sie nicht heiraten möchte. Prowse, der Enkel des Richters D. W. Prowse, ist nämlich eine gute Partie; Joe, der arme Schlucker, hingegen eine sehr schlechte. Fieldings Vater hatte den anonymen Brief geschrieben, weil er sich an Joe rächen wollte. Hines, Fotograf bei der Morning Post, sorgte dafür, dass Reeves den Brief auf den Tisch bekam.

### Agitation für den Sozialismus auf Neufundland
Als Journalist einer Lokalzeitung in St. John’s gefällt Joe die Arbeit als Gerichtsreporter nicht mehr. Er lässt sich vom Chefredakteur auf einen Robbenfänger versetzen und schreibt Geschichten über Neufundländer, die das Fangschiff auf Befehl des Kapitäns täglich verlassen, auf dem Eis von Scholle zu Scholle balancieren, um Robben zu töten und das tranige Fell der Tiere abzuhäuten. Der Robbenfang wird geschildert als Überlebenskampf der beteiligten Männer. Der Kapitän lässt Joe nicht von Bord. Auf dem Eis ist es zu gefährlich für eine schmächtige Landratte. Joe hat ein Schlüsselerlebnis: Bei Unwetter kommt eine ganze Fang-Mannschaft auf dem Eis um, nur weil ein knickeriger Kapitän die aus seiner Sicht Fremden nicht an Bord lässt und zu ihrem Schiff und somit ins Verderben schickt.
Joe und die Fielding werden Sozialisten und leisten bei den teilweise paar Mal älteren Fischern und Hafenarbeitern von St. John’s Aufklärungsarbeit. Den beiden Agitatoren mangelt es an Lebenserfahrung.

### Fünf Jahre außer Landes
Joe geht als Reporter nach New York. Die Fielding folgt ihm dorthin als Reporterin. Joe will sich einerseits nicht von Trieben beherrschen lassen und möchte unabhängig bleiben. Andererseits liebt er die Fielding sehr, kann das aber nicht artikulieren. Endlich ermannt sich Joe doch noch zu einem linkischen Heiratsantrag. Die Fielding gibt dem Antragsteller einen Korb und gerät aus seinem Gesichtskreis.
Was Joe und der Leser erst gegen Romanende erfahren: Die Fielding bringt in New York Zwillinge – Sarah und David – zur Welt. Fieldings Mutter – die in New York getrennt von Fieldings Vater lebt – nimmt der Tochter die Neugeborenen weg, gibt sich als deren Mutter aus und schickt die junge Mutter für immer nach Neufundland zurück.
Joe hält sich fünf Jahre außer Landes (außerhalb von Neufundland) – zumeist in New York – als Zeitungsreporter auf. Sein Abstieg ist unaufhaltsam und endet auf der Parkbank als komfortable Bleibe. Dort wird er von Hines, der in New York als Pfingstler Karriere gemacht hat, aufgelesen. Hines will aus Joe einen Pfingstler machen. Joe gelingt die Flucht, und er landet schließlich in seinem geliebten Neufundland – jedoch auf der Westseite der Insel. 

### Die Durchquerung Neufundlands zu Fuß
Seine Heimatstadt St. John’s liegt auf der Ostseite. Für die weite Bahnfahrt dorthin (mehr als 500 km) hat Joe kein Geld. Er wehrt sich innerlich gegen den Fahrtantritt, denn dann wird er unweigerlich mit leeren Händen heimkommen. Sobald Joe wieder Heimaterde betreten hat, ist kaum noch die Rede von seiner wirtschaftlichen Not. Joe knüpft an seine frühere gewerkschaftliche Arbeit an. Er organisiert eine Gewerkschaft der Streckenwärter der Eisenbahn Neufundlands. Zu diesem Zwecke legt Joe den Weg nach Hause per pedes auf den Schwellen des Schienenstrangs von Streckenposten zu Streckenposten zurück und gewinnt die Streckenwärter für die neue Gewerkschaft. Im Oktober, unmittelbar vor einem Unwetter, wird er in ein Bahnwärterhäuschen nicht eingelassen und marschiert zum nächsten. Unterwegs gerät Joe in einem Schneesturm, aus dem ihn die Fielding, jene Streckenwärterin, die ihn nicht einließ, auf der Draisine rettet und im Häuschen wieder aufpäppelt. Joe und die Fielding finden nicht zueinander. Nach einer durchgestandenen, mehrere Jahre andauernden Lungenkrankheit ist die Fielding verkrüppelt und bevorzugt Einsiedeleien.

### Familienvater Joe
Joe aber kehrt heim nach St. John’s. Der 25-jährige kommt gerade zur Geburt seines jüngsten Bruders an, zieht aus und gibt mehrere Tageszeitungen heraus, die seine bescheidenen Mittel verschlingen. Joe lernt Clara kennen. Das Paar heiratet und bekommt einen Sohn.
Die Fielding taucht wieder in St. John’s auf. Außer dem Ich-Erzähler Joe kommt sie noch – über den ganzen umfänglichen Roman hinweg – in Briefen und einer kurz gefassten Geschichte Neufundlands zu Wort. Die Briefe sind meist an Joe gerichtet, denn sie liebt ihn. Joe stellt die Fielding als Journalistin ein, entlässt sie aber wieder, weil sie auch noch für die Konkurrenz schreibt. Außerdem ist die Fielding als Mitarbeiterin unbequem. Sie hat ihren eigenen Kopf.

### Joe konvertiert zum Liberalen
1928 kommt Joe zu dem Schluss, Sozialismus ist für Neufundland doch nicht das Richtige, und wird Mitglied der Liberalen Partei. Gleich dient er sich Sir Richard Squires, dem Vorsitzenden der Liberalen, an und darf die bevorstehende Wahl im Kreis Humber managen. Joes Kampagne wird ein großer Erfolg für die Liberalen. Die erhoffte Belohnung Joes durch Sir Richard bleibt aus. Aber Joe folgt den Liberalen weiter durch dick und dünn. Er geht sogar so weit, die Fielding, die ihm doch im Schneesturm das Leben gerettet hat, zu verunglimpfen, indem er die alte Geschichte mit dem anonymen Brief, den die Fielding geschrieben haben will, aus der weit zurückliegenden gemeinsamen Schulzeit in einem Offenen Brief aufwärmt. Die Fielding hatte sich im Wahlkampf mit Sir Richard verfeindet. Es scheint so, als nimmt die Fielding diesen Offenen Brief Joe nicht übel. Denn sie bittet ihn auf ihr Zimmer, als er bei ihr um gut Wetter nachsucht. Darauf hilft sie tatkräftig mit, Sir Richard vorm wutentbrannten neufundländischen Mob zu retten, der den Politiker 1932 für die hohen Arbeitslosenzahlen, bewirkt durch die Weltwirtschaftskrise, verantwortlich macht. Aber die Fielding rächt sich mit einem bösen Artikel, indem sie die Rettung Sir Richards karikiert.
Joe bekommt von Sir Richard doch noch einen Wahlkreis, verliert aber erwartungsgemäß die nächste Wahl. Die Liberalen Neufundlands stehen der Wirtschaftskrise machtlos gegenüber. Vertreter der britischen Krone müssen in ihrer alten Kolonie Neufundland das Heft erneut in die Hand nehmen.

### Im Innern Neufundlands
Joe zieht sich zurück, macht Gewerkschaftsarbeit auf den Neufundland vorgelagerten Inselgruppen. Deren Bewohner haben überhaupt kein Geld; können also keinen Gewerkschaftsbeitrag bezahlen.

### Gegner der Briten
Wieder in St. John’s, wird Joe von Lord Hope Simpson, dem Statthalter der britischen Kolonie Neufundland, zu einem festlichen Abendempfang geladen. Joe betrinkt sich und sagt dem Briten Wahrheiten. Die Abneigung von Gast und Gastgeber ist beiderseitig. Joe wird an die frische Luft gesetzt.
Die Fielding macht eine Alkohol-Entziehungskur in einem Krankenhaus der Heilsarmee. Joe sucht sie auf. Obwohl die Kranke ihren burschikosen Tonfall beibehält, gesteht sie Joe schließlich ihre Freude über den Besuch und übergibt ihm gewissermaßen als Dank zwei Briefe. In dem einen teilt Rektor Reeves der Fielding mit, dass er Neufundland für immer verlässt. Der andere ist jener anonyme Brief an die Morning Post, den die Fielding geschrieben haben will. Joe kann nicht mehr glauben, dass sie die Absenderin gewesen sein soll. Er verdächtigt den eigenen Vater. Der Verdacht lässt sich nicht erhärten.

### Der Offizier
Joe, der wanderlustige Patriot, zieht durch Neufundland und lernt immer neue Landesteile und Einwohner kennen. Wieder in St. John’s, wir schreiben inzwischen 1943, trifft Joe im Kino die Fielding in Begleitung eines stattlichen jungen US-Offiziers. Der Kavalier bemüht sich um die Schwerbehinderte. Joe wird ein wenig eifersüchtig.
Was Joe und der Leser erst gegen Romanende erfahren: Der Offizier ist Fieldings Sohn David. Als David einige Monate später in Europa fällt, macht sich die Fielding Gedanken: Vielleicht würde David noch leben, wenn sie ihm gesagt hätte, dass sie seine Mutter ist; vielleicht wäre dann sein Leben anders verlaufen.
Viel später sucht Joe die Fielding in ihrem gemieteten Zimmer auf. Die Frau trinkt wieder. Joe kümmert sich um die Fielding. In ihrem Zimmer ist er der sturzbetrunkenen beim Entkleiden behilflich. Es fehlt nicht viel – beinahe kriecht er mit unter ihre Decke, doch er hält sich zurück.

### Joe, der Premier
Nach dem Krieg wollen die Briten ihre Kolonie Neufundland loswerden. Joe hat sich als Schweinezüchter profiliert, bleibt aber in politischen Kreisen Neufundlands bekannt als Mann, der bei der ländlichen Bevölkerung beliebt ist. So wird er auch Mitglied einer neufundländischen Zwei-Mann-Abordnung, die in Ottawa die Konföderationsfrage ausloten möchte. In dem Referendum vom 22. Juli 1948 (S. 478) entscheiden sich die Neufundländer für die Konföderation mit Kanada. Joe wird der erste Premierminister der neuen kanadischen Provinz. Nun reicht Kanada vom Pazifik bis zum Atlantik.
Joe arbeitet hart, umgibt sich aber auch mit manchem falschen Berater. Ausländische Investoren erweisen sich größtenteils als Scharlatane. Die Giftspritze Fielding (S. 494) spritzt in ihrer Kolumne Gift gegen den frisch gebackenen Premier. Joe nimmt sie auf Anraten eines seiner Berater auf eine Europareise mit. Während der Abwesenheit der Fielding lässt dieser Berater das Zimmer der Journalistin daheim in St. John’s durchwühlen. Ihre Tagebücher werden aufgestöbert. Vor dem Leser werden nun alle Heimlichkeiten der Fielding gelüftet.

## Deutsche Ausgaben
- Wayne Johnston: Die Kolonie der unerfüllten Träume. Roman. (Dt. von Barbara Steckhan, Maria Zybak und Robert A. Weiß) Hoffmann und Campe, Hamburg 1999, ISBN 3-455-03688-0; Ullstein-Taschenbuchverlag, München 2001, ISBN 3-548-60068-9